# Zsombor Maronka
Zsombor Maronka (* 10. September 2002 in Szeged) ist ein ungarischer Basketballspieler.

## Laufbahn
Maronka wechselte als Jugendlicher von SZTE-Szedeák Szeged in den Nachwuchsbereich des spanischen Erstligisten Joventut de Badalona. 2020 wurde ihm ein Zweitspielrecht ausgestellt, um in der dritten spanischen Liga Erfahrung bei CB Prat zu sammeln. Mit der Mannschaft stieg er in die zweithöchste Spielklasse des Landes, LEB Oro, auf. Im Laufe der Saison 2020/21 erhielt der Ungar seinen ersten Einsatz in der Mannschaft von Joventut de Badalona in der Liga ACB sowie im europäischen Vereinswettbewerb EuroCup.
Im Januar 2023 gab Badalona den Ungarn abermals leihweise ab, diesmal an den Erstligisten Betis Sevilla. Zur Saison 2024/25 wurde er Maronka erneut verliehen, er kam auf diese Weise zum deutschen Bundesligisten Hamburg Towers. Im Januar 2025 unterzog er sich einem Eingriff am Knöchel. Maronka bestritt in der Bundesliga nur drei Spiele für Hamburg.